# Kenji Miyamoto
Kenji Miyamoto  (宮本 賢二?, Miyamoto Kenji) (Himeji, 6 novembre 1978) è un ex danzatore su ghiaccio e coreografo giapponese. Ha vinto un argento (1999) e un bronzo (2003) ai Giochi asiatici invernali e due volte il campionato nazionale giapponese, nel 2001 e nel 2009, pattinando con Rie Arikawa. Insieme a lei ha vinto anche un argento (1998) e due bronzi (1999 e 2000). In seguito ha formato una nuova coppia con Nakako Tsuzuki, con la quale ha vinto altri tre argenti al Campionato nazionale, dal 2003 al 2006.

## Biografia
Miyamoto ha iniziato a pattinare a 10 anni. Ha vinto due volte il Campionato nazionale nella categoria junior e due volte nella categoria senior. Dopo il ritiro dall'aginismi ha iniziato a ideare coreografie per altri pattinatori, e ha lavorato per la televisione come commentatore sportivo.

## Attività come coreografo
Dopo il ritiro dall'agonismo Miyamoto ha realizzato coreografie per numerosi pattinatori. Fra questi vi sono:
- Yuzuru Hanyū[2]
- Shizuka Arakawa[1]
- Miki Andō[1]
- Mao Asada[1]
- Akiko Suzuki[1]
- Daisuke Takahashi[1]
- Evgenij Pljuščenko[1]
- Takahiko Kozuka[3]
- Tatsuki Machida[4]
- Javier Fernandez[5]
- Shōma Uno[6]
- Keiji Tanaka[7]
- Satoko Miyahara[8]
- Rika Hongō[9]
- Sōta Yamamoto[10]
- Shun Satō[11]
- Kao Miura[12]
- Mone Chiba[13]

Miyamoto ha realizzato anche le coreografie per l'anime Yuri!!! on Ice.

## Palmarès
GP: Grand Prix

### Con Tsuzuki
| Internazionali                    | Internazionali | Internazionali | Internazionali |
| Evento                            | 2003–04        | 2004–05        | 2005–06        |
| --------------------------------- | -------------- | -------------- | -------------- |
| Campionati dei Quattro continenti | 9°             | 8°             | 8°             |
| GP Cup of Russia                  | 11°            |                | 11°            |
| GP NHK Trophy                     | 10°            | 9°             | 11°            |
| GP} Trophée Eric Bompard          |                | 11°            |                |
| Nazionali                         |                |                |                |
| Campionati giapponesi             | 2°             | 2°             | 2°             |

### Con Arikawa
| Internazionali                    | Internazionali | Internazionali | Internazionali | Internazionali | Internazionali | Internazionali | Internazionali | Internazionali |
| Evento                            | 1995–96        | 1996–97        | 1997–98        | 1998–99        | 1999–00        | 2000–01        | 2001–02        | 2002–03        |
| --------------------------------- | -------------- | -------------- | -------------- | -------------- | -------------- | -------------- | -------------- | -------------- |
| Campionati mondiali               |                |                |                |                |                |                | 24°            |                |
| Campionati dei Quattro continenti |                |                |                | 9°             | 11°            |                | 8°             | 8°             |
| GP Trophée Lalique                |                |                |                |                |                | 12°            |                |                |
| GP NHK Trophy                     |                |                |                | 9°             | 9°             |                | 9°             | 11°            |
| GP Sparkassen                     |                |                |                |                | 9th            |                |                |                |
| GP Skate America                  |                |                |                | 9°             |                |                |                |                |
| GP Skate Canada                   |                |                |                |                |                | 10°            |                |                |
| Giochi asiatici invernali         |                |                |                | 2°             |                |                |                | 3°             |
| Internazionali: Junior            |                |                |                |                |                |                |                |                |
| Campionati mondiali               | 22°            |                | 16°            |                |                |                |                |                |
| Nazionali                         |                |                |                |                |                |                |                |                |
| Campionati giapponesi             |                |                |                | 2°             | 3°             | 3°             | 1°             | 1°             |
| Campionati giapponesi junior      | 1°             | 2°             | 1°             |                |                |                |                |                |